# Giovanni Savelli
Giovanni Savelli (... – Bologna, 9 luglio 1302) è stato un vescovo cattolico italiano.

## Biografia
Nei documenti contemporanei viene chiamato  Giovanni Iordanis de Insula de Urbe, o Iohannes Romanus; l'appartenenza alla famiglia dei Savelli è più tarda e si impone solo dopo la morte del vescovo e Onofrio Panvinio non lo menziona nella sua opera De gente Sabella, scritta per celebrare la famiglia. Oggi gli studiosi lo considerano un membro della casata romana dei Giordani de Insula e, come prova di questo, ci sono gli stretti rapporti con Stefano Iordani de Insula de Urbe, camerario del cardinale Latino Malabranca Orsini dal 1280, titolare di un beneficio canonicale a Padova dal 1294, e nunzio e procuratore del vescovo Giovanni presso il patriarca di Aquileia nel 1296, che hanno fatto pensare a una stretta parentela tra i due.  
Avviato fin da ragazzo alla carriera ecclesiastica, entrò nell'ordine domenicano, probabilmente nel convento romano di Santa Sabina. Viene citato per la prima volta nel 1287, quando fu nominato lettore nel convento romano di Santa Maria sopra Minerva e due anni dopo fu scelto come predicatore generale dal capitolo provinciale di Viterbo. 
Nel 1294, insieme al confratello Ugo Lucano, fu designato diffinitor della sua provincia per il capitolo generale dell’anno successivo, proprio l'anno in cui, secondo Thomas Kaeppeli, concluse il ciclo di studi teologici a Parigi. Secondo Johannes Meyer fu anche doctor sacri palacii e sempre nel 1295 la provincia romana delegò lui e Ugo Lucano al capitolo generale dell'anno successivo per l'elezione del maestro generale, ma Giovanni non vi partecipò, perché era scelto da papa Bonifacio VIII come vescovo di Padova contro il parere del capitolo della locale cattedrale, che aveva proposto invece Oliviero da Monselice.
Il 10 gennaio 1299 papa Bonifacio VIII lo trasferì alla sede bolognese, vacante in seguito alla morte del precedente arcivescovo;si trattava della prima nomina vescovile imposta dalla curia romana, in contrasto con la scelta locale. Il primo compito di Giovanni fu la conclusione delle trattative di pace già avviate dal suo predecessore tra la città e i Lambertazzi.